# Ctenopelta
Ctenopelta là một chi ốc biển, là động vật thân mềm chân bụng sống ở biểns trong họ Peltospiridae.

## Các loài
Các loài trong chi Ctenopelta gồm có:
- Ctenopelta porifera Warén & Bouchet, 1993[3]